# Ferrari Testarossa
Der Ferrari Testarossa ist 1984 als Nachfolger des Ferrari 512 BB Mittelmotor-Sportwagens mit 180° flachem V12-Motor („Berlinetta Boxer“ genannt ohne ein echter Boxermotor zu sein) in Produktion gegangen. Der Name erinnert an die erfolgreichen Frontmotor-Rennsportwagen Ferrari 250 Testa Rossa der 1950er und frühen 1960er Jahre, die Ventildeckel sind entsprechend rot lackiert. Die Karosserie des Testarossa wurde von Pininfarina entworfen und im Karosseriewerk Scaglietti in Modena gefertigt.

## Geschichte

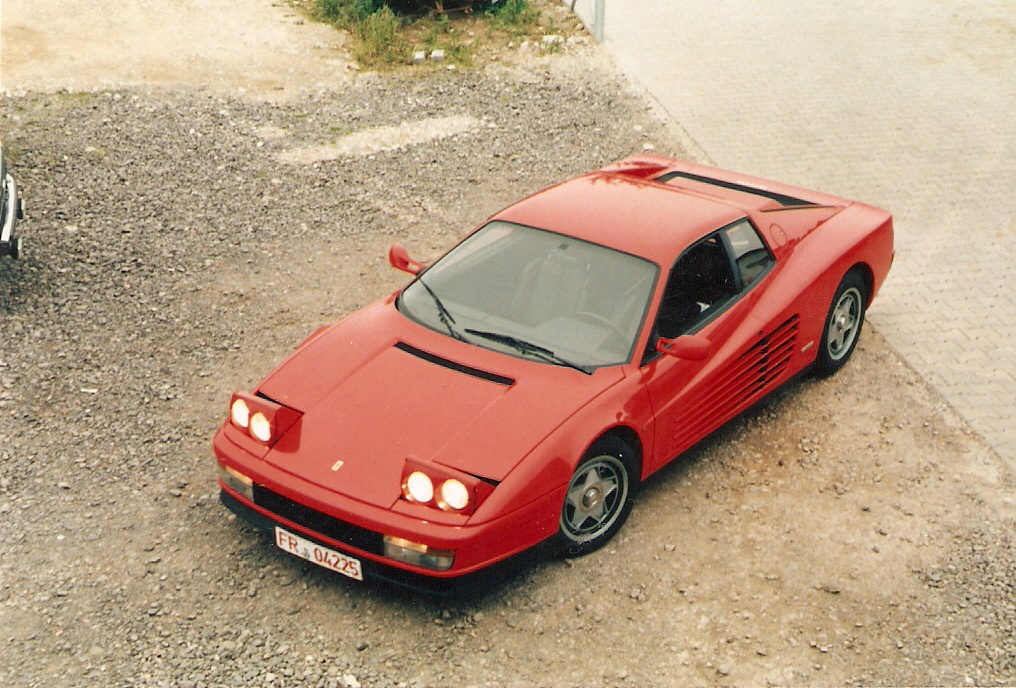
Ferrari Testarossa (BJ: 1988)

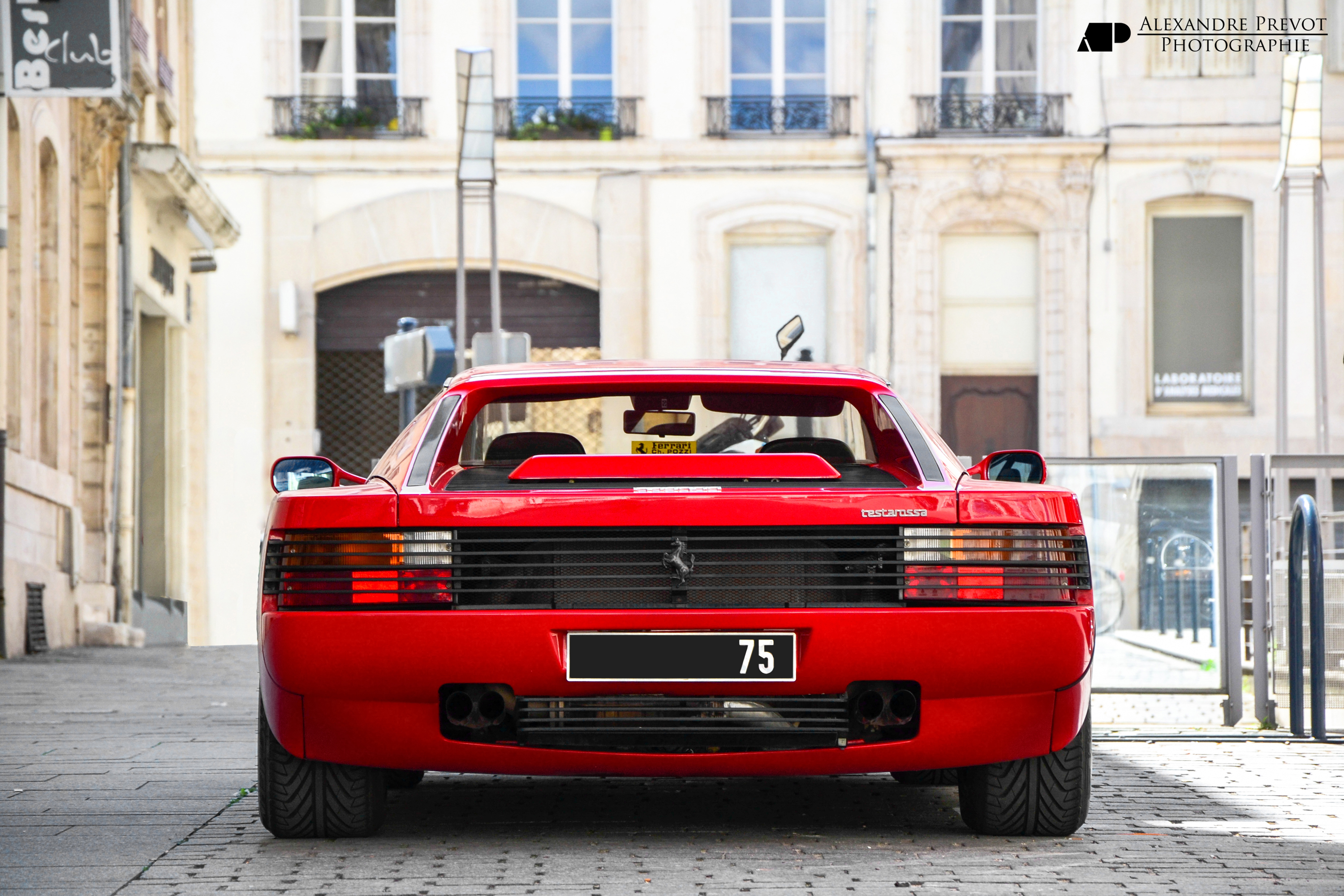
Heckansicht eines Ferrari Testarossa

Der Name des Fahrzeugs, der auf Italienisch „roter Kopf“ bedeutet, leitet sich von den rot lackierten Ventildeckeln des 12-Zylinder-Motors ab. Eigentlich ist das schon das dritte Testarossa-Modell, die ersten beiden (250 Testa Rossa und  500 Testa Rossa) schrieben sich allerdings in sprachlich korrekter Trennung Testa Rossa. Ferrari hatte sich die Rechte an der Bezeichnung Testarossa schützen lassen, sie allerdings nach einem Rechtsstreit mit dem Nürnberger Spielzeugfabrikanten Kurt Hesse vor dem Landgericht Düsseldorf am 2. August 2017 verloren. Als Begründung wurde angegeben, dass Ferrari die Marke zu lange nicht genutzt habe.
Der vor der Hinterachse eingebaute Motor ist technisch gesehen ein 180°-V-Motor und kein Boxermotor, da sich jeweils die Pleuel zweier gegenüberliegender Kolben eine Kurbelwellenkröpfung teilen. Er hat zwei obenliegende Nockenwellen (DOHC) pro Zylinderkopf und eine mechanische K-Jetronic-Benzineinspritzung von Bosch. Die maximale Leistung beträgt 287 kW (390 PS). Das Auto erreicht eine Höchstgeschwindigkeit von etwa 290 km/h und beschleunigt von 0–100 km/h in 5,3 s. Die Strecke von 400 Metern legt der Testarossa aus dem Stand in 13,5 s zurück.
Ferrari verwendete für das Auto die gleiche Plattform wie für den Vorgänger 512 BB. Unter der Karosserie sitzt ein Fahrgestell aus Stahlrohr. Es unterscheidet sich von konventionellen Chassis durch einen Hilfsrahmen mit Motor und Getriebe, der abgetrennt werden kann, um den Zugang zum Motor zu erleichtern. Die Räder sind vorne an doppelten Dreiecksquerlenkern und auch hinten an doppelten Querlenkern aufgehängt. Je ein hinterer Querlenker ist trapezförmig ausgeführt, um die Spur zu führen. Das Gewicht lastet zu 40 % auf der Vorderachse und zu 60 % auf der Hinterachse, die mit zwei Feder-Dämpfer-Einheiten pro Rad ausgestattet ist. Auf der Vorderachse sind 225/50, auf der Hinterachse 255/50 Reifen auf 16-Zoll-Felgen montiert.
Während der 512 BB einen einzelnen Kühler in der Front hat, gibt es beim Testarossa ein Paar auf jeder Seite vor den Hinterrädern. Ermöglicht wird diese Anordnung nahe am Motor durch die breite Karosserie mit ihren markanten Seitenschlitzen. Sie waren ein damals neues Stilelement, das in der Folgezeit in der Tuning-Szene häufig kopiert wurde.
Insgesamt wurden 7.177 Testarossa, 2.261 512 TR und 501 F512 M hergestellt. Sie gehören damit zu den am weitesten verbreiteten der gängigsten Ferrari-Modelle.

## 512 TR

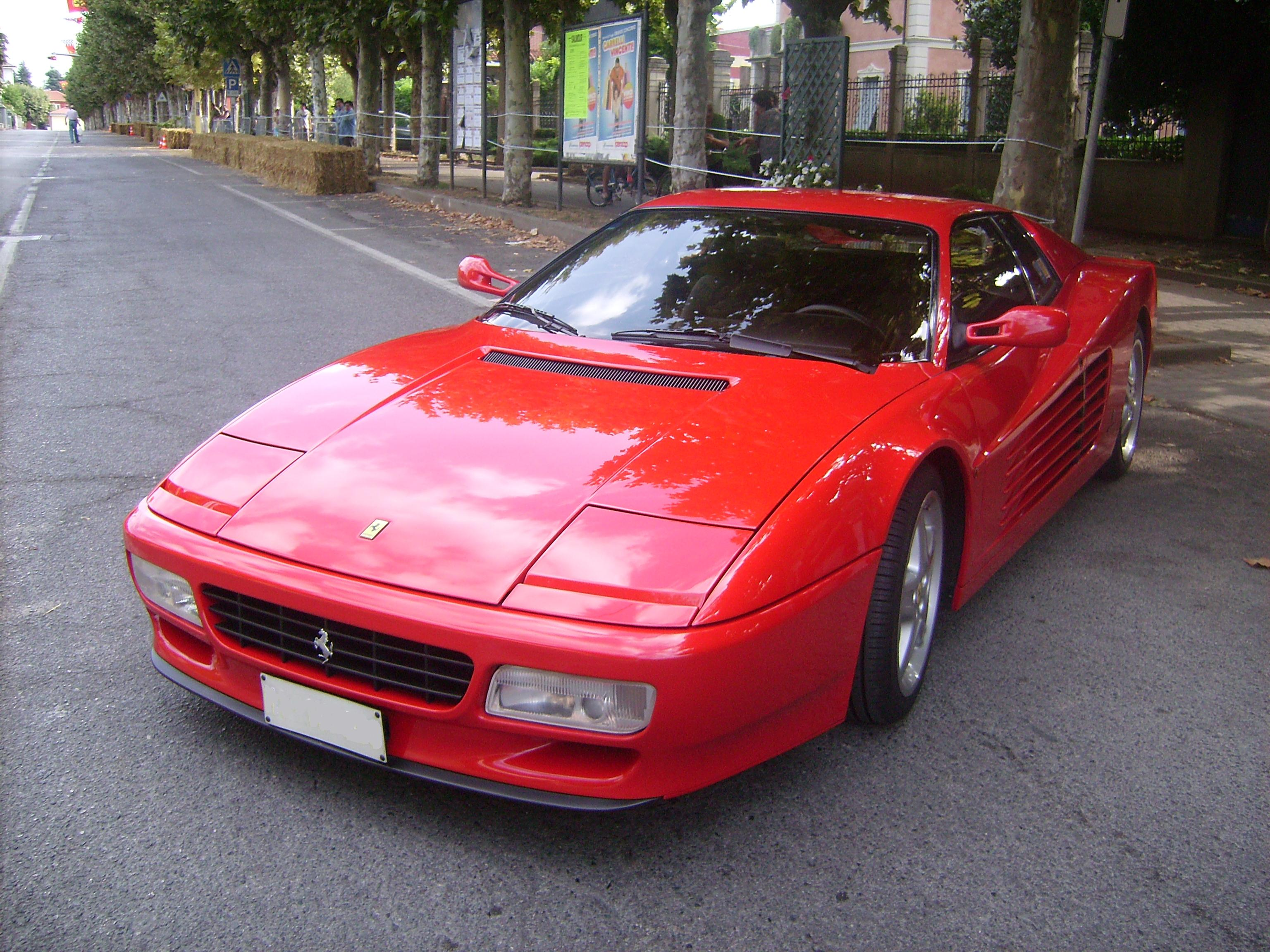
Ferrari 512 TR

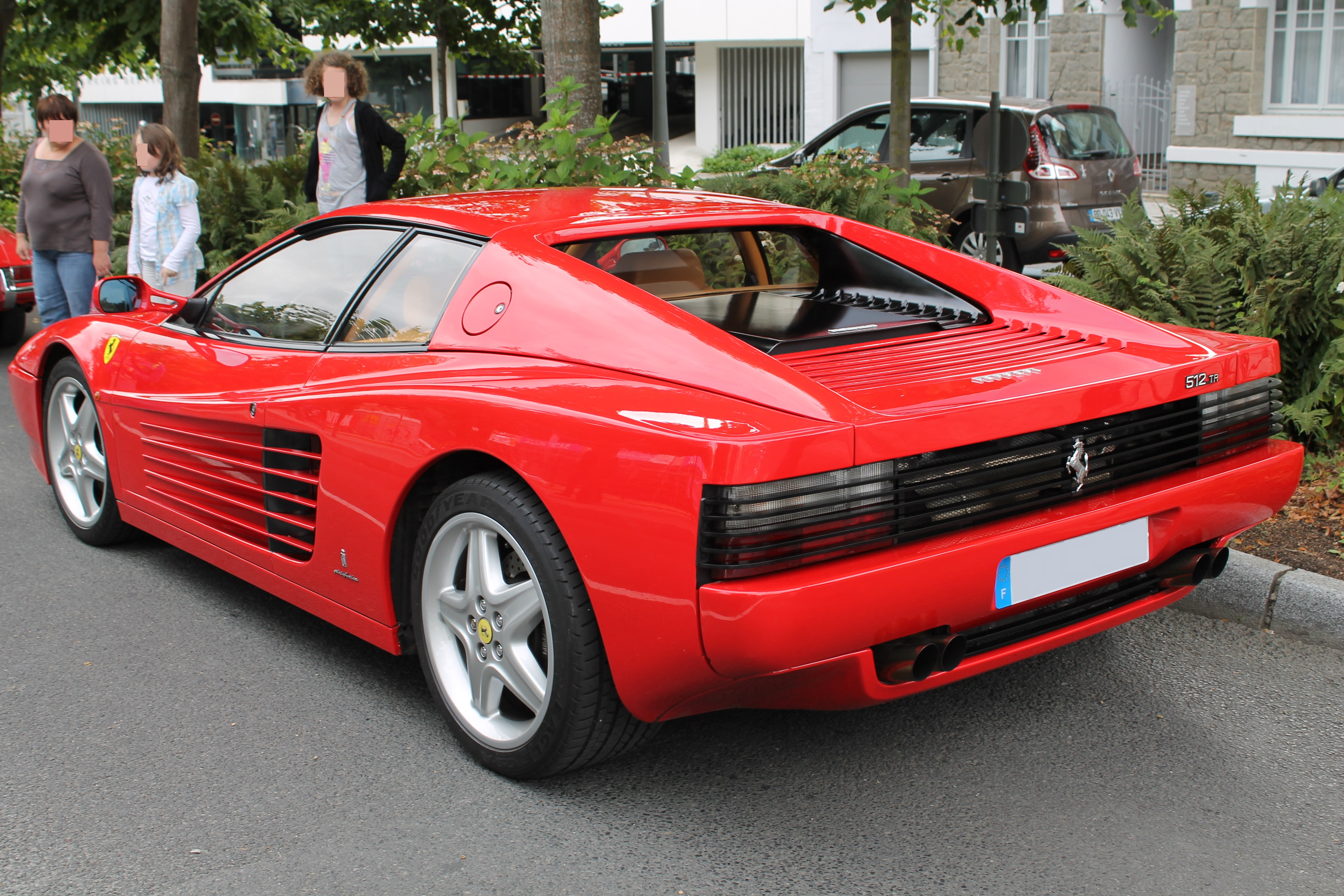
Heckansicht

Der ursprüngliche Testarossa wurde 1991 überarbeitet und erschien als 512 TR. Die Leistung der 4,9-Liter-Maschine wurde auf 315 kW (428 PS) gesteigert; dieser Leistungszuwachs wurde vor allem durch die geänderten Zylinderköpfe mit größeren Ventilen, die modifizierte Auspuffanlage und die neuen Airboxen erreicht. Äußerlich hebt sich der 512 TR in erster Linie in der Gestaltung der Front vom Testarossa ab. Statt des durchgehend parallel verlaufenden Grills ist dieser nun trapezförmig und übernimmt die Designlinie des 348 tb. Hinten ist die Erhebung auf der Motorabdeckung flacher und mit einem zusätzlichen Kühlschlitz versehen; die gelochten Metallbänder an den beiden Finnen der Motorhaube fehlen und die Heckschürze bildet eine Einfassung für die Abgasrohre. Er wurde bis 1994 2261-mal gebaut.

## F512 M

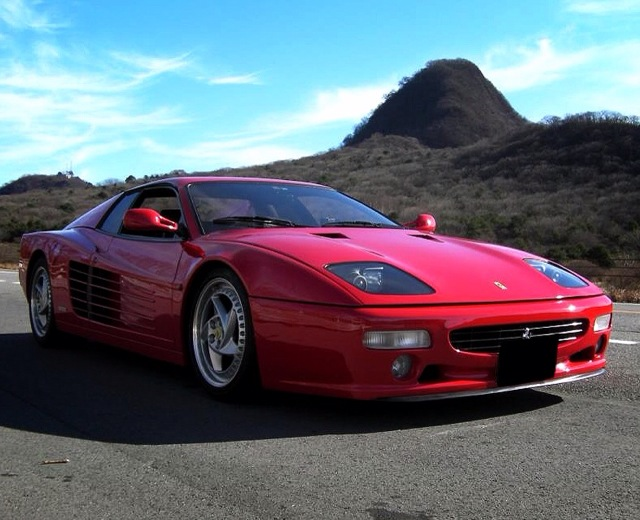
Ferrari F512 M

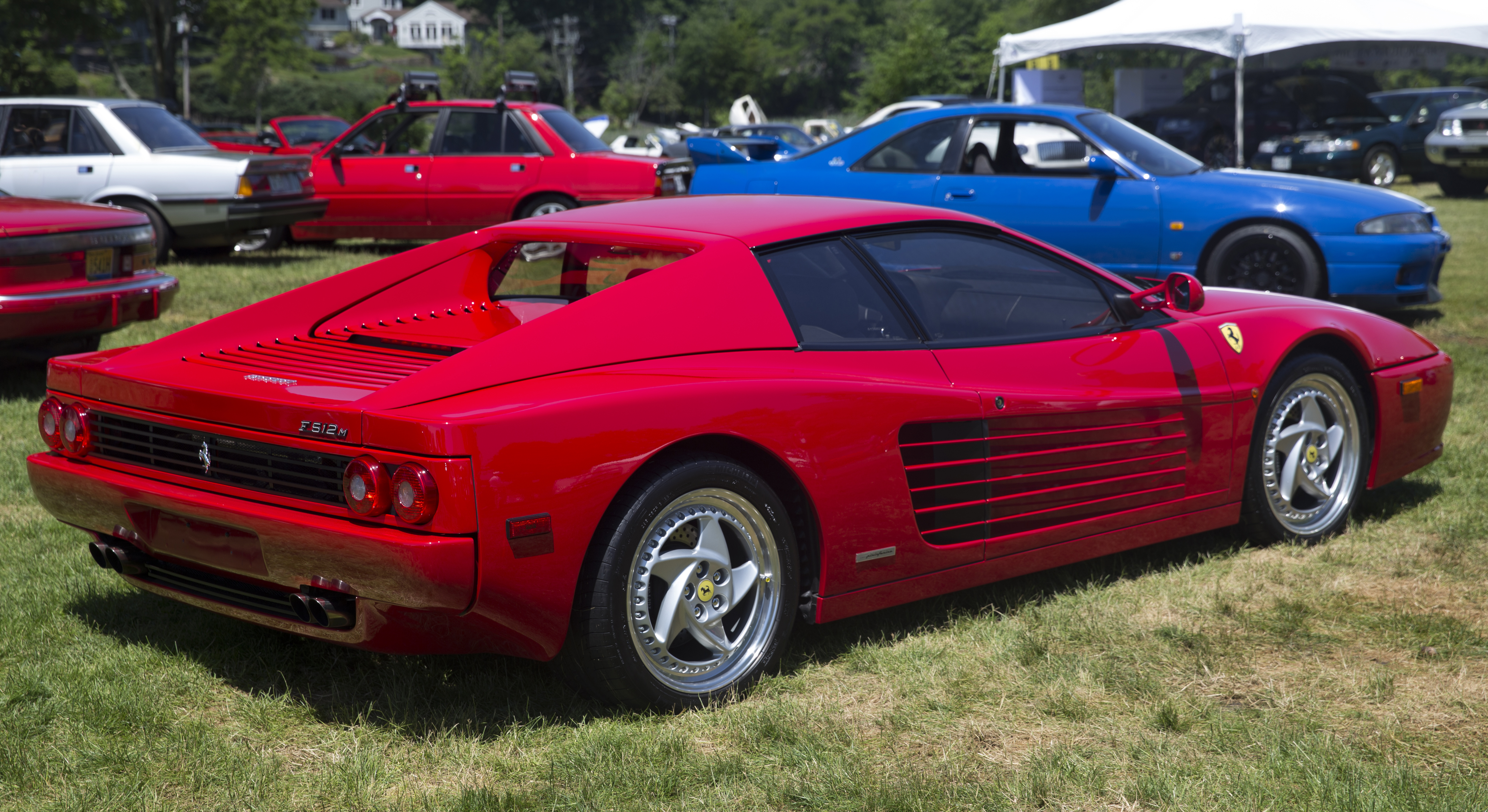
Heckansicht

Der F512 M (M für Modificata) war 1994 die letzte Version des Testarossa. Die Motorleistung betrug 324 kW (440 PS). Er war der letzte unlimitierte Mittelmotor-Zwölfzylinder und hatte als letztes Ferrari-Modell einen Flachmotor. Zu erkennen ist der Wagen an der Front durch Leuchten hinter Klarglas (vorher waren es Klappscheinwerfer) und am Heck durch je rechts und links zwei runde Leuchtelemente (beim Testarossa und 512 TR lagen die Leuchten hinter den schwarzen Kühlerblenden). Er wurde 1996 vom Frontmotor-getriebenen 550 Maranello ersetzt. Vom F512 M wurden nur 501 Exemplare hergestellt.

## Verwendung in Filmen und Medien
- Detective James „Sonny“ Crockett (Don Johnson) fuhr in der Fernsehserie Miami Vice ab der 3. Staffel einen weißen Testarossa.[8]
- Ein Testarossa wurde auch in Segas erfolgreichem Automatenspiel Out Run verwendet.[9]
- Jordan Belfort (Leonardo DiCaprio) fährt in The Wolf of Wall Street einen weißen Ferrari 512 TR.[10][11]
- Auf dem C64 und für IBM-kompatible PCs gab es die Computerspiel-Reihe Test Drive mit Ferrari Testarossa, Lamborghini Countach, Lotus Esprit Turbo, Porsche 911 Turbo und Chevrolet Corvette.
- Der deutsche Rapper und Sänger Apache 207 veröffentlichte 2018 die Single Ferrari Testarossa.[12]

## Prominente Besitzer
Prominente Besitzer eines Testarossa waren unter anderem der französische Filmschauspieler Alain Delon, die Musiker Elton John, Dr. Dre und Dieter Bohlen sowie der damals für Ferrari tätige Formel-1-Pilot Gerhard Berger. Als Einzelstück entwarf Pininfarina 1987 einen Testarossa Spider in silber mit weißem Verdeck für den seinerzeitigen Fiat-Präsidenten Giovanni Agnelli.

## Technische Daten

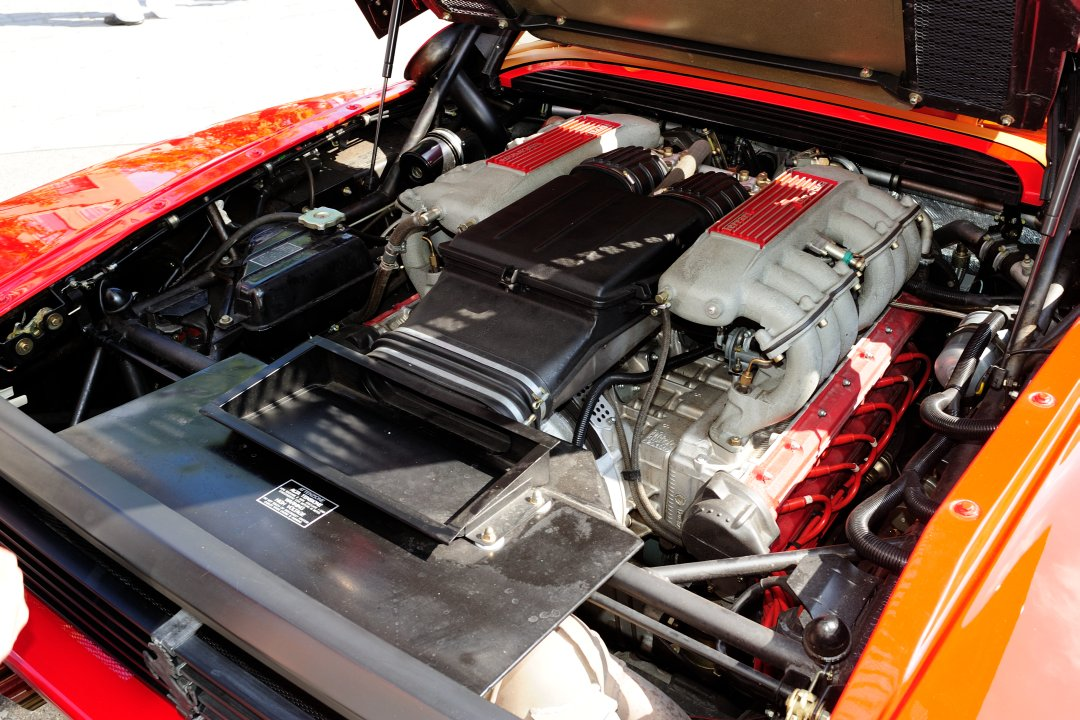
12-Zylinder Motor eines Ferrari Testarossa, die Ventildeckel sind rot lackiert

| Ferrari                        | Testarossa (1984–1991)                                   | 512 TR (1991–1994)                                       | F512 M (1994–1996)                                       |
| ------------------------------ | -------------------------------------------------------- | -------------------------------------------------------- | -------------------------------------------------------- |
| Motor                          | 12-Zylinder-180°-V-Motor                                 | 12-Zylinder-180°-V-Motor                                 | 12-Zylinder-180°-V-Motor                                 |
| Hubraum                        | 4943 cm³                                                 | 4943 cm³                                                 | 4943 cm³                                                 |
| Bohrung × Hub                  | 82,0 mm × 78,0 mm                                        | 82,0 mm × 78,0 mm                                        | 82,0 mm × 78,0 mm                                        |
| Leistung                       | 287 kW (390 PS) bei 6300/min                             | 315 kW (428 PS) bei 6750/min                             | 324 kW (440 PS) bei 6750/min                             |
| Max. Drehmoment                | 490 Nm bei 4500/min                                      | 490 Nm bei 5500/min                                      | 500 Nm bei 5500/min                                      |
| Verdichtung                    | 9,2:1                                                    | 10,0:1                                                   | 10,4:1                                                   |
| Ventilsteuerung                | DOHC, Antrieb über Zahnriemen, 4 Ventile pro Zylinder    | DOHC, Antrieb über Zahnriemen, 4 Ventile pro Zylinder    | DOHC, Antrieb über Zahnriemen, 4 Ventile pro Zylinder    |
| Kühlung                        | Wasserkühlung                                            | Wasserkühlung                                            | Wasserkühlung                                            |
| Getriebe                       | 5-Gang-Schaltgetriebe                                    | 5-Gang-Schaltgetriebe                                    | 5-Gang-Schaltgetriebe                                    |
| Antriebsart                    | Hinterradantrieb                                         | Hinterradantrieb                                         | Hinterradantrieb                                         |
| Bremsen                        | Scheibenbremsen (innenbelüftet)                          | Scheibenbremsen (innenbelüftet)                          | Scheibenbremsen (innenbelüftet)                          |
| Radaufhängung vorn             | Doppelte Dreiecksquerlenker, Schraubenfedern             | Doppelte Dreiecksquerlenker, Schraubenfedern             | Doppelte Dreiecksquerlenker, Schraubenfedern             |
| Radaufhängung hinten           | Doppelte Querlenker, doppelte Schraubenfedern            | Doppelte Querlenker, doppelte Schraubenfedern            | Doppelte Querlenker, doppelte Schraubenfedern            |
| Karosserie                     | Aluminium- und Stahlkarosserie auf Stahlgitterrohrrahmen | Aluminium- und Stahlkarosserie auf Stahlgitterrohrrahmen | Aluminium- und Stahlkarosserie auf Stahlgitterrohrrahmen |
| Spurweite vorn/hinten          | 1530/1645 mm                                             | 1530/1645 mm                                             | 1530/1645 mm                                             |
| Radstand                       | 2550 mm                                                  | 2550 mm                                                  | 2550 mm                                                  |
| Reifen                         | vorne 225/50 VR 16 hinten 255/50 VR 16                   | vorne 235/40 ZR 18 hinten 295/35 ZR 18                   | vorne 235/40 ZR 18 hinten 295/35 ZR 18                   |
| Maße L × B × H                 | 4486 × 1976 × 1130 mm                                    | 4480 × 1976 × 1135 mm                                    | 4480 × 1976 × 1135 mm                                    |
| Leergewicht                    | 1506 kg                                                  | 1630 kg                                                  | 1455 kg (trocken)                                        |
| Höchstgeschwindigkeit          | 295 km/h                                                 | 307–314 km/h                                             | 315 km/h                                                 |
| Beschleunigung 0–100 km/h      | 5,7 s                                                    | 4,8 s                                                    | 4,6 s                                                    |
| Kraftstoffverbrauch auf 100 km | 15,1 l (DIN)                                             | 10,0 l                                                   | 15,6 l                                                   |
| Preis                          | 222.300 DM (1985)                                        | 320.000 DM (1992)                                        | 332.000 DM (1995)                                        |